# Manuel Álvarez-Buylla y López Villamil
Manuel Álvarez-Buylla y López Villamil (n. Oviedo, 5 de junio de 1911-f. Oviedo, 3 de febrero de 2006) fue un alcalde de Oviedo.

## Biografía
Perteneciente a una conocida familia de Oviedo, estudió en las Ursulinas y en los Jesuitas. Estudió la carrera de medicina en Madrid, aunque la terminó en Valladolid.
Ejerció la medicina en Oviedo durante los años 30, antes de la guerra, matriculándose luego en la Academia Militar de Madrid, donde alcanzó el grado de teniente de Sanidad. Fue destinado a Tetuán (protectorado español de Marruecos) y formó parte de la División Azul, donde consiguió el ascenso a capitán. De vuelta en Oviedo trabajó como cirujano en el Hospital Militar donde el alcanzó el grado de teniente coronel.
También trabajó como médico de la Caja Nacional de Accidentes de Trabajo del Instituto Normalización Profesional. Fue secretario general del Colegio Oficial de Médicos de Asturias entre 1963 y 1969 que le debe la creación de los nuevos estatutos del Colegio y el proyecto de construcción de la sede del Colegio en la Plaza de América de Oviedo, inaugurada el 27 de julio de 1975.
Fue Alcalde de Oviedo desde el 27 de febrero de 1968 hasta el 28 de marzo de 1975, momento en el que renunció a su cargo. Su sustituto fue el concejal Félix Serrano González-Solares. Como alcalde:
- Construyó la primera red de saneamiento de la ciudad.
- Construyó el embalse de Alfilorios.
- Urbanizó el Polígono Industrial del Espíritu Santo
- Construyó el Palacio de los Deportes.
- Construyó el viaducto que une La Argañosa con Vallobín.
- Construyó el aparcamiento subterráneo de la plaza de la Escandalera.
- Hizo numerosas obras en Ciudad Naranco.
- Trasladó el cuartel de la Policía Armada al barrio de Buenavista.
- Impulsó la creación del Museo de Bellas Artes de Asturias.
- Impulsó la creación de la Biblioteca Pública Pérez de Ayala.
- Recuperó para la propiedad pública la propiedad del antiguo Corral de Comedias de El Fontán.

En el ámbito cultural fue miembro de la Sociedad Filarmónica y de la Casa de la Filarmónica, presidente del Real Club de Tenis de Oviedo y de la Sociedad Asturiana de Amigos de la Ópera.

## Reconocimientos
- Tiene una plaza en Oviedo en los aledaños del Palacio de los Deportes, por disposición del Pleno Municipal de 29 de diciembre de 1978.
- Es Hijo Predilecto de Oviedo, por resolución del Pleno Municipal de 19 de octubre de 1994.